# Berenguer Carròs i de Llúria
Berenguer Carròs i de Llúria (? - 1336). Militar al servei de la Corona d'Aragó.

## Orígens familiars
Fill de l'almirall Francesc Carròs i de Cruïlles i d'Estefania de Llúria, emparentada amb Roger de Llúria.

## Matrimoni i descendents
- 1. ∞ Teresa Gombau d'Entença, morta abans de 1330, filla de Gombau baró d'Entença i germanastra de la infanta Teresa.[1]

- 2. ∞ Geraldona de Ribelles[1]
  - 1.Berenguer Carròs i de Ribelles[1]

## Biografia
Serví inicialment a les ordres del Robert I de Nàpols durant la Guerra de Sicília contra Frederic d'Aragó. El 1314 fou enviat a l'illa de Gerba, però rebé una contraordre que el feu retornar a Trapani. Durant la conquesta aragonesa de Sardenya actuà amb distinció en la defensa de l'infant Alfons d'Aragó i fou nomenat capità de la gent de guerra de Bonaire. El 1324 i després de la mort de Felip de Saluzzo, fou nomenat governador general de l'illa. El 1326 actuà durament en la repressió de la revolta de Sàsser, condemnant al rebel d'Oria i detenint al marquès Federico Malaspina. Fou recompensat amb extensos feus a Sardenya, com ara el castell de Sant Miquel (Càller), tot i que residí preferentment al Regne de València.